# Élections municipales de 1987 à Saragosse
Les élections municipales de 1987 à Saragosse (en espagnol : elecciones municipales de 1987 en Zaragoza) se tiennent le mercredi 10 juin 1987, afin d'élire les 31 conseillers municipaux de Saragosse pour un mandat de quatre ans.

## Contexte
Le 23 mai 1983, le maire socialiste sortant, Ramón Sainz de Varanda (es), est réélu maire de Saragosse par le conseil municipal avec le seul soutien des 18 élus de son groupe.
Ramón Sainz de Varanda meurt le 10 janvier 1986, des suites d'une longue maladie, à l'âge de 61 ans. Son premier adjoint, Antonio González Triviño (es), élu en 1979 sous la bannière de l'UCD et réélu en 1983 comme candidat sans étiquette sur la liste du PSOE, est investi maire de la ville le 27 janvier suivant, là encore avec le seul soutien des élus socialistes.

## Mode de scrutin

### Conditions de candidature
Peuvent présenter des candidatures, : 
- les partis et fédérations de partis inscrits auprès des autorités ;
- les coalitions de partis et/ou fédérations inscrites auprès de la commission électorale au plus tard dix jours après la convocation du scrutin ;
- et les électeurs de la commune, s'ils représentent au moins 5 000 parrainages.

### Répartition des sièges
Le nombre de conseillers municipaux est établi en fonction de la population de la commune. Les communes de plus de 100 001 habitants comptent 25 conseillers et un conseiller supplémentaire pour 100 000 habitants ou fraction, ainsi qu'un conseiller supplémentaire si le total de conseillers municipaux constitue un nombre pair. Saragosse comptant officiellement 573 662 habitants recensés à la fin de l'année 1986, elle dispose de 31 conseillers municipaux.
Seules les listes ayant recueilli au moins 5 % des suffrages valides — qui constitue le total des suffrages exprimés et des bulletins blancs — peuvent participer à la répartition des sièges à pourvoir dans cette même circonscription, qui s'organise en suivant différentes étapes : 
- les listes sont classées en une colonne par ordre décroissant du nombre de suffrages obtenus ;
- les suffrages de chaque liste sont divisés par 1, 2, 3... jusqu'au nombre de députés à élire afin de former un tableau ;
- les mandats sont attribués selon l'ordre décroissant des quotients ainsi obtenus[7],[8],[9].

### Élection du maire
Le maire est élu par le conseil municipal, parmi les conseillers municipaux ayant occupé la première place de leurs listes respectives. Est élu maire celui qui recueille le soutien de la majorité absolue des conseillers. Si aucun candidat n'atteint cette majorité, le conseiller municipal ayant occupé la première place de la liste qui a recueilli le plus grand nombre de suffrages est proclamé maire.

## Campagne

### Principales listes
| Force politique | Force politique                                                                                          | Force politique | Idéologie                                                     | Tête de liste                         | Résultats en 1983       |
| --------------- | --- | --------------- | ------------------------------------------------------------- | ------------------------------------- | ----------------------- |
|                 | Parti socialiste ouvrier espagnol (es) Partido Socialista Obrero Español                                 | PSOE            | Centre gauche Social-démocratie, progressisme                 | Antonio González Triviño (es) (Maire) | 52,4 % des voix 18 élus |
|                 | Alliance populaire (es) Alianza Popular                                                                  | AP              | Droite Conservatisme, démocratie chrétienne                   | Rafael Zapatero                       | 22,3 % des voix 8 élus  |
|                 | Parti aragonais régionaliste (es) Partido Aragonés Regionalista                                          | PAR             | Centre à centre droit Conservatisme, régionalisme             | Emilio Eiroa                          | 13,4 % des voix 4 élus  |
|                 | Convergence alternative d'Aragon – Gauche unie (es) Convergencia Alternativa de Aragón – Izquierda Unida | CAA-IU          | Gauche Communisme, écologisme, républicanisme                 | José Luis Martínez                    | 5,4 % des voix 1 élu    |
|                 | Centre démocratique et social Centro Democrático y Social                                                | CDS             | Centre Libéralisme, social-libéralisme, démocratie chrétienne | Rafael De Miguel                      | 3,2 % des voix 0 élu    |

## Résultats
|                        |                                                              |         |       |       |        |               |  |  |  |  |  |  |  |  |
| Parti                  | Parti                                                        | Voix    | %     | +/-   | Sièges | +/-           |  |  |  |  |  |  |  |  |
|                        | Parti socialiste ouvrier espagnol (PSOE)                     | 111 102 | 38,68 | 13,68 | 13     | 5             |  |  |  |  |  |  |  |  |
|                        | Parti aragonais régionaliste (PAR)                           | 66 296  | 23,08 | 9,75  | 8      | 4             |  |  |  |  |  |  |  |  |
|                        | Alliance populaire (AP)                                      | 42 901  | 14,93 | 7,32  | 5      | 3             |  |  |  |  |  |  |  |  |
|                        | Centre démocratique et social (CDS)                          | 30 831  | 10,73 | 7,58  | 3      | 3             |  |  |  |  |  |  |  |  |
|                        | Convergence alternative d'Aragon – Gauche unie (CAA-IU)      | 20 650  | 7,19  | 1,76  | 2      | 1             |  |  |  |  |  |  |  |  |
|                        | Parti des travailleurs d'Espagne – Unité communiste (PTE-UC) | 4 733   | 1,65  | Nv    | 0      | en stagnation |  |  |  |  |  |  |  |  |
|                        | Chunta Aragonesista (CHA)                                    | 2 170   | 0,76  | Nv    | 0      | en stagnation |  |  |  |  |  |  |  |  |
|                        | Parti démocrate populaire (PDP)                              | 1 697   | 0,59  | Nv    | 0      | en stagnation |  |  |  |  |  |  |  |  |
|                        | Plate-forme humaniste (PH) (es)                              | 1 140   | 0,40  | Nv    | 0      | en stagnation |  |  |  |  |  |  |  |  |
|                        | Unification communiste d'Espagne (UCE)                       | 741     | 0,26  | Nv    | 0      | en stagnation |  |  |  |  |  |  |  |  |
|                        | Unité populaire républicaine (es) (UPR)                      | 683     | 0,24  | Nv    | 0      | en stagnation |  |  |  |  |  |  |  |  |
|                        | Vote blanc                                                   | 4 317   | 1,50  | Nv    |        |               |  |  |  |  |  |  |  |  |
|                        |                                                              |         |       |       |        |               |  |  |  |  |  |  |  |  |
| Suffrages exprimés     | Suffrages exprimés                                           | 287 261 | 98,64 |       |        |               |  |  |  |  |  |  |  |  |
| Votes nuls             | Votes nuls                                                   | 3 967   | 1,36  |       |        |               |  |  |  |  |  |  |  |  |
| Total                  | Total                                                        | 291 228 | 100   | –     | 31     | en stagnation |  |  |  |  |  |  |  |  |
| Abstention             | Abstention                                                   | 144 536 | 33,17 |       |        |               |  |  |  |  |  |  |  |  |
| Inscrits/Participation | Inscrits/Participation                                       | 435 764 | 66,83 |       |        |               |  |  |  |  |  |  |  |  |

## Suites
Le 30 juin 1987, le maire socialiste sortant, Antonio González Triviño (es), est réélu maire par le conseil municipal en qualité de tête de la liste arrivée en tête : il recueille les 13 voix de son groupe, soit autant que le candidat régionaliste, Emilio Eiroa, soutenu par les conservateurs. Les centristes font en effet le choix de l'abstention, ce qui prive ce dernier de la majorité absolue.